# Cryptoscenea novaeguineensis
Cryptoscenea novaeguineensis är en insektsart som beskrevs av Meinander 1972. Cryptoscenea novaeguineensis ingår i släktet Cryptoscenea och familjen vaxsländor. Inga underarter finns listade i Catalogue of Life.